# Cuppa Coffee Studio
Cuppa Coffee Studios (alias Cuppa Coffee Animation) es un estudio de animación canadiense en Toronto, Ontario, Canadá, que fue fundado por Adam Shaheen, Jennifer Hopkins y Bruce Alcock en 1992. Se especializa tanto en animación stop-motion y animación 2D.
Cuppa Coffee Studios ha producido para redes en todo el mundo, incluyendo Disney Channel, Nickelodeon, CBC, HBO, ABC, MTV, The N, Cartoon Network y MuchMusic, entre otros. Cuppa Coffee Studios ha ganado más de 200 premios internacionales en animación, como el Premio Especial a la Mejor Pucinella en 2006 y el Gran Premio D'honeur en Annecy. El estudio es ampliamente reconocido como el Estudio de Animación Stop Motion más grande del mundo especializado en la producción de televisión.

## Producciones

### 1990's
- Sam Digital in the 21st Century (1997)
- HBO Family 411 (1999–2000)
- Trevor! (1999)
- Little People (1999–2005)
- Crashbox (1999–2006)

### 2000's
- El Circo de JoJo (2003–2007)
- Las aventuras de Henry (2003–2005)
- Bruno (2004–2008)
- The Wrong Coast (2004) (26x11 episodios)
- The Newsroom (2005)
- Celebrity Deathmatch (2006–2007)
- Tigga and Togga (2006) (26x3 episodios)
- Feeling Good with JoJo (2006–2008)
- A Very Barry Christmas (2007)
- Starveillance (2007)
- Bruno and the Banana Bunch (2007–2012)
- Rick & Steve: The Happiest Gay Couple in All the World (Season 1 and 2) (2007–2009)
- Nerdland (2008) (13x22 episodios)
- A Miser Brothers' Christmas (2008)[3]
- Life's A Zoo (2008) (20x22 episodios)
- Glenn Martin, DDS (2009–2011) (40x22 episodios)

### 2010's
- Ugly Americans (2010–2012)